# فيجاي كومار (لاعب رماية)
فيجاي كومار (بالهندية: विजय कुमार؛ بالإنجليزية: Vijay Kumar) هو لاعب رماية هندي، ولد في 19 أغسطس 1985 في هيماجل برديش في الهند.

## وصلات خارجية
- فيجاي كومار على موقع الاتحاد الدولي (الإنجليزية)
- فيجاي كومار على موقع أوليمبيديا (الإنجليزية)